# Toro (film 2015)
Toro è un film tedesco del 2015, diretto da Martin Hawie. È stato presentato in anteprima il 31 agosto 2015 al Montréal International Film Festival. Ha debuttato in Germania all'Hof International Film Festival, dove ha ricevuto una menzione d'onore dalla giuria come "Nuovo cinema tedesco". Ha partecipato alla 66ª edizione del Festival internazionale del cinema di Berlino nella categoria Perspektive Deutsches Kino.

## Trama
Toro è un giovane escort polacco, che si vende a donne ricche e risparmia per tentare di tornare in Polonia per aprire una sala da pugilato e condurre una vita migliore. Il suo amico Victor si prostituisce con gli uomini, ma guadagna molto poco; è dipendente dalle droghe ed ha un grosso debito nei confronti di alcuni spacciatori. I due vivono in un edificio di edilizia popolare, ai marigi della società. Quando i criminali esigono i loro soldi con le minacce e la violenza, Victor tradisce Toro, consegnandogli i suoi risparmi accumulati in 10 anni. Toro reagisce duramente uccidendo i criminali e l'amico Victor di cui rivela d'essere innamorato.